# Fundación de la Frontera del Espacio
La Fundación de la Frontera del Espacio (o Space Frontier Foundation) es una pequeña organización influyente de apoyo a los asuntos del espacio que fomenta la participación creciente del sector privado, más que del gubernamental, en el progreso y la exploración espacial. 

## Historia
La fundación fue creada en 1988 por activistas espaciales que sentían que: 
era técnicamente posible realizar su visión compartida de la colonización a larga escala del sistema solar interno... [pero] sabían que esto no sucedía (y podría no suceder) bajo el estatus quo exclusivo y centralizado del programa espacial del gobierno de EE.UU. 
En años recientes, la fundación de la frontera del espacio ha estado apoyando varios esfuerzos del sector privado tales como el Ansari X-Prize, el proyecto SpaceShipOne, y los del empresario Robert Bigelow planes para construir un hotel en el espacio.

## Política
La fundación suele ser crítica con los resultados en el espacio del gobierno de EE. UU., en particular con esos de la National Aeronautics and Space Administration. Por ejemplo, la fundación ha criticado el trasbordador espacial de la NASA, alegando que el trabajo del trasbordador podría ser mejor bajo compañías privadas. Sin embargo, la fundación ha ayudado recientemente a la NASA, como con el premio Centennial Challenges para estimular la innovación del sector privado.
Otros proyectos de la fundación incluyen The Watch, un proyecto de detección e investigación de asteroides y cometas, Permiso para soñar(Permission to Dream), conectando estudiantes por todo el mundo con las maravillas del espacio y la astronomía, el regreso a la luna anual y la conferencia de la frontera espacial y el proyecto de colonización espacial en marketing espacial para el público en general.
Quizás la cara más conocida de la fundación de la frontera del espacio es el cofundador Rick Tumlinson, quien ha sido invitado por el Congreso de los Estados Unidos seis veces desde 1995 para declarar sobre temas relacionados con el espacio. Tumlinson fue recientemente incluido en la lista del magazín Space News de las 100 personas más influyentes en la industria espacial.
La estrategia de la fundación se centra en permitir el crecimiento de la nueva comunidad espacial. Cuando el presidente Bush anunció su visión "Renovada del espíritu de la Exploración" el 13 de enero de 2004, la política de la fundación hacia la NASA ha estado desarrollándose debido a las reacciones de la NASA a este cambio de dirección ?¿?. 
Ahora que la reacción de la NASA se ha aclarado con su inauguración oficial del estudio estructurado sobre el sistema de exploración el 19 de septiembre de 2005, el consejo de administración de la fundación apoya los siguientes objetivos:
- La misión de la fundación de la frontera del espacio es abrir la frontera espacial para la colonización permanente del espacio;
- Una frontera abierta solo se puede alcanzar liberando la potencia de la libre empresa;
- El papel del gobierno en liberar la potencia de la libre empresa es crítico y mejor dotado aceptando el comprobado paradigma fronterizo de catalizar el sector privado;
- Toda las partes de todos los gobiernos deben adoptar y aprovechar el potencial de la nueva industria espacial emergente, y;
- Respecto a la NASA, la fundación está centrada en maximizar la cuota de mercado de bienes y servicios que tenga permitido captar la nueva industria espacial.

## Premios
- Five-Star “Best in America”
- Certificado por el Independent Charities of America[8] - 2005